# André Weiss (Jurist)

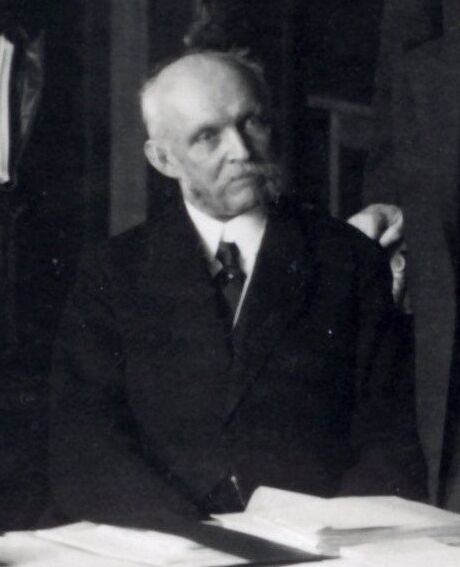
André Weiss

Charles André Weiss (* 30. September 1858 in Mülhausen; † 31. August 1928 in Den Haag) war ein französischer Jurist. Er wirkte als Professor an den Universitäten Dijon und Paris und fungierte von 1922 bis zu seinem Tod als Richter am Ständigen Internationalen Gerichtshof.

## Leben
André Weiss wurde 1858 im elsässischen Mülhausen geboren und absolvierte ein Studium der Rechtswissenschaften an der Universität Paris, das er 1880 mit dem Doktorat und der Agrégation, der Zulassungsprüfung für das Lehramt, abschloss. Im folgenden Jahr wurde er Professor an der Universität Dijon, 1891 wechselte er an die juristische Fakultät der Universität Paris. An dieser hatte er von 1896 bis 1908 eine ordentliche Professur für Zivilrecht und ab 1908 für Völkerrecht und internationales Privatrecht inne. Ab 1907 fungierte er darüber hinaus als Rechtsberater des französischen Außenministeriums. Er war in dieser Funktion ein enger Vertrauter von Außenminister Aristide Briand und nahm nach dem Ende des Ersten Weltkrieges auch als Delegierter an der Pariser Friedenskonferenz teil, bei der er eine der Unterkommissionen der Konferenz leitete.
Ab 1920 war er Mitglied des Ständigen Schiedshofs in Den Haag. Im September 1921 wurde er von der Versammlung und vom Rat des Völkerbundes zum Richter am neu entstandenen Ständigen Internationalen Gerichtshof gewählt. Seine Richterkollegen wählten ihn darüber hinaus mit Beginn der Arbeit des Gerichts am 3. Februar 1922 zum Vizepräsidenten. In diesem Amt wurde er sowohl 1924 als auch 1927 bestätigt. Er starb vor Ablauf seiner Amtszeit als Richter und Vizepräsident im August 1928 in Den Haag. Zu seinem Nachfolger als Richter wurde sein Landsmann Henri Fromageot gewählt, im Amt des Vizepräsidenten folgte ihm der Schweizer Max Huber.
André Weiss unterrichtete 1923 als Dozent an der Haager Akademie für Völkerrecht. Er gehörte ab 1887 dem Institut de Droit international an, dessen 1922 in Grenoble stattfindende 30. Sitzung er als Präsident leitete, und war ab 1914 Mitglied der Académie des sciences morales et politiques. 1920 wurde er als assoziiertes Mitglied in die Académie royale des Sciences, des Lettres et des Beaux-Arts de Belgique aufgenommen.

## Werke (Auswahl)
- Traite theorique et pratique de droit international prive. Paris 1898
- Manuel de droit international prive. Paris 1905
- L'étranger et la justice. Paris 1905
- La Violation de la neutralité belge et luxembourgeoise par l'Allemagne. Paris 1915